# Келвін Ебука Нвамора
Келвін Ебука Нвамора (англ. Kelvin Ebuka Nwamora; нар. 31 жовтня 1993, Енугу, Нігерія) — нігерійський футболіст, нападник.

## Життєпис
Нвамора народився 31 жовтня 1993 року в місті Енугу (Нігерія). Свій перший професіональний контракт футболіст уклав у 19-річному віці в Тунісі. У 2011 році Келвін грав у чемпіонатах Донецької та Луганської областей за «Орлайн» (Донецьк) і СК «Зоря» (Луганськ) відповідно. 2012 рік провів у СК «Зоря» в чемпіонаті Донбасу і туніському «Стаббсі». У 2013 році ставав переможцем другої першості Донбасу у складі донецького «УСК-Рубін». За підсумками турніру був визнаний одним із найкращих гравців донецької команди.
На початку 2014 року був заявлений командою «УОР-Олімпік» для участі в зимовій першості Донецька. У заявці цього клубу нігерієць значився як гравець 1992 року народження. Після цього турніру перебував на перегляді в донецькому «Олімпіку», де значився вже 1988 року народження. У складі команди української Прем'єр-ліги взяв участь у низці контрольних поєдинків, зокрема і проти чемпіона України — «Шахтаря».
Сезон 2014/15 років провів в австрійському «Капфенберзі» у другому за силою дивізіоні чемпіонату Австрії.
Улітку 2015 року з другої спроби уклав трирічний контракт із донецьким «Олімпіком». 1 серпня 2015 року в матчі проти львівських «Карпат» дебютував у Прем'єр-лізі, замінивши на 67-й хвилині Ігоря Семенину. 23 жовтня припинив співпрацю з «Олімпіком» за обопільною згодою, усього провівши за нього 3 гри (2 в чемпіонаті й 1 в кубку України), у яких голів не забивав.
Наприкінці серпня 2016 року в матчі між «Інгульцем» та «Миколаєвом» забив свій перший м'яч у складі своєї нової команди. Цей гол виявився єдиним та переможним у тому поєдинку, він приніс «Інгульцю» дебютну перемогу в Першій лізі. Наприкінці грудня 2016 року залишив петрівську команду.

## Особисті вподобання
- Улюблена європейська команда — лондонський «Арсенал»[1] .
- Улюблений футболіст — аргентинець Хуан Себастьян Верон[1].